# Riccia cordata
Riccia cordata là một loài rêu trong họ Ricciaceae. Loài này được Vill. mô tả khoa học đầu tiên năm 1789.
Danh pháp khoa học của loài này chưa được làm sáng tỏ. 